# جورج كلاس
جورج كلاس (1953 -) أكاديمي وسياسي لبناني يشغل منصب وزير الشباب والرياضة في حكومة نجيب ميقاتي الثالثة منذ سبتمبر 2021.